# Marie-François Auguste de Caffarelli du Falga
Marie-François Auguste de Caffarelli du Falga (Castello di Falga, 7 ottobre 1766 – Castello di Leschelle, 23 gennaio 1849) è stato un generale francese.

Accompagnò Napoleone Bonaparte nella Battaglia di Austerlitz e comandò la piazza di Metz. Tra il 1806 e il 1810 fu ministro della Guerra e della Marina del Regno d'Italia napoleonico.
Il suo nome è inciso sull'Arco di Trionfo.

Stemma di famiglia

## Biografia
Settimo ed ultimo figlio maschio dei dieci figli di Maximilien Caffarelli (1725-1766), signore di Falga e di Marguerite Louise Félicité d'Anceau (1732-1786), Auguste Caffarelli nasce nel castello di Falga (Linguadoca, oggi Alta Garonna), il 7 ottobre 1766, in una famiglia italiana trapiantata in Francia sotto il regno di Luigi XIII.
Era fratello di Louis Marie Maximilien de Caffarelli du Falga, generale morto all'assedio di San Giovanni d'Acri durante la campagna d'Egitto.
Dalla giovinezza destinato alla carriera militare, Auguste studiònell'abbazia - scuola militare di Sorèze come i suoi fratelli Maximilien, Charles-Ambroise, Joseph e Jean-Baptiste, e vince il premio di fortificazioni durante le esercitazioni del 1775.

### Sotto la Rivoluzione
Nel 1793, si arruola come semplice dragone nell'esercito dei Pirenei orientali che si opponeva agli spagnoli, prestandovi servizio fino al 1795. Divenuto aiutante di campo del generale de Nucé e poi del generale Dagobert, è ferito nella battaglia di Trouillas il 22 settembre 1793. 

Dopo diverse brillanti azioni, ottiene successivamente i gradi di tenente e capitano ed è promosso ad aiutante generale comandante di brigata nel 1794.
Confermato in grado dal Comitato di salute pubblica nel 1795, Caffarelli passa all'Armata della Sambre-et-Meuse, dove assume il comando di una mezza brigata di fanteria leggera, alla testa della quale combatte diverse campagne con distinzione. 
Nel 1797 diviene comandante di brigata ed è assegnato all'Armata di Germania e poi all'Armata del Reno. 

Aiutante generale della Guardia consolare dal 4 gennaio 1800, Caffarelli combatte alla battaglia di Marengo in seguito alla quale è promosso brigadiere generale il 16 marzo 1802. 
Accompagna il Primo Console a Bruxelles quando vi si reca nell'anno XI per ricevere l'omaggio del Belgio.
In forza all'esercito delle Côtes dal 1803 al 1805, il generale Caffarelli è poi incaricato della missione di recarsi a Roma per convincere il 
Pontefice a venire in Francia per incoronare il nuovo Imperatore. 
Grazie al successo della missione, è nominato governatore del Palazzo delle Tuileries, generale di divisione, e presidente del collegio elettorale del dipartimento del Calvados, dove uno dei suoi fratelli era prefetto.

### Generale dell'Impero
È nominato ministro della Guerra nel Regno d'Italia.
Verso la fine del 1805 presta servizio nella Grande Armata di Germania, combatte nella battaglia di Austerlitz e riceve la decorazione della Legion d'onore.
Durante gli eventi del 1814, il conte Caffarelli dimostra segni di gratitudine al suo ex sovrano, che era stato abbandonato dalla maggior parte dei suoi servitori, e Accompagna a Vienna l'imperatrice Maria Luisa e il giovane re di Roma.

### Pari di Francia
Dopo la Rivoluzione di luglio del 1830, è nominato Pari di Francia.
Nel 1840 il conte Caffarelli è relatore del progetto di legge relativo alla traslazione in Francia delle spoglie di Napoleone.
Il generale Caffarelli torna a vita privata dopo la rivoluzione del 1848. 

Da allora rimane lontano dai grandi dibattiti politici e muore dopo una lunga malattia il 23 gennaio 1849 nel castello di Leschelle, vicino a Guise (Aisne), all'età di 83 anni,